# Rosita (Nicaragua)
Rosita è un comune del Nicaragua facente parte della Regione Autonoma Atlantico Nord.